# Radlkofera
Radlkofera es un género con una especies de plantas de flores perteneciente a la familia Sapindaceae. 

## Especies seleccionadas
- Radlkofera calodendron